# Adam Vajshaupt
Johan Adam Veishaupt (6. februar 1748, Ingolštat – 18. novembar 1830, Gota) je bio nemački filozof i osnivač reda Iluminata, tajnog društva koje vodi poreklo iz Bavarske.

## Rani život
Adam Vajshaupt je rođen 6. februara 1748. u Ingolštatu u biračkom telu Bavarske. Vajshauptov otac Johan Georg Vajshaupt (1717–1753) je umro kada je Adam imao pet godina. Posle očeve smrti došao je pod starateljstvo svog kuma Johana Adama Frajhera fon Ikštata koji je, kao i njegov otac, bio profesor prava na Univerzitetu u Ingolštatu. Ikštat je bio zagovornik filozofije Kristijana Volfa i prosvetiteljstva, i svojim racionalizmom je uticao na mladog Vajshaupta. Vajshaupt je započeo svoje formalno obrazovanje sa sedam godina u jezuitskoj školi. Kasnije se upisao na Univerzitet u Ingolštatu i diplomirao je 1768. godine sa 20 godina sa doktoratom prava. Godine 1772 postao je profesor prava. Sledeće godine se oženio Afrom Sauzenhofer iz Ajhštata.
Nakon što je papa Klement KSIV ugušio Družbu Isusovo 1773. godine, Vajshaupt je postao profesor kanonskog prava, što su do tog vremena imali isključivo jezuiti. Godine 1775. Vajshaupt je uveden u empirijsku filozofiju Johana Georga Hajnriha Federa sa Univerziteta u Getingenu. I Feder i Vajshaupt će kasnije postati protivnici kantovskog idealizma.

## Osnivanje Iluminata
Međutim, u vreme kada nije bilo kraja stvaranju i zloupotrebi tajnih društava, planirao sam da iskoristim ovu ljudsku manu za pravi i vredan cilj, za dobrobit ljudi. Želeo sam da uradim ono što su poglavari crkvenih i svetovnih vlasti trebalo da urade po svojoj funkciji...
Johan Adam Vajshaupt je 1. maja 1776. osnovao „Iluminate“ u biračkom telu Bavarske. U početku je Iluminacija bila namenjena grupi izuzetnih i prosvećenih pojedinaca u društvu. Zaista, reč je prilagođena iz latinskog korena, Iluminatus, što se direktno prevodi kao „prosvetljen“. U okviru reda usvojio je i ime „Brat Spartak“. Čak se i reference na enciklopedije razlikuju u zavisnosti od cilja reda, kao što je Katolička enciklopedija (1910) koja kaže da Red nije bio egalitaran ili demokratski iznutra, već je nastojao da promoviše doktrine jednakosti i slobode u celom društvu; dok druge, poput Kolijerove, imaju rekao je da je cilj bio borba protiv religije i negovanje racionalizma na njenom mestu. Iluminati su formirani sa vizijom oslobađanja ljudi od verskog ropstva i podrivanja korumpiranih vlada.
Stvarni karakter društva bila je razrađena mreža špijuna i kontrašpijuna. Svaka izolovana ćelija iniciranih podnosila je izveštaj pretpostavljenom, koga nisu poznavali: partijska struktura koju su neke kasnije grupe efektivno usvojile.
Vajshaupt je iniciran u masonsku ložu "Theodor zum guten Rath", u Minhenu 1777. Njegov projekat "prosvetljenja, prosvetljenja razumevanja suncem razuma, koje će raspršiti oblake sujeverja i predrasuda" bio je nepoželjna reforma.[neuspela provera] Koristio je masoneriju da regrutuje za svoje sopstveno kvazimasonsko društvo, sa ciljem da „usavrši ljudsku prirodu“ kroz prevaspitavanje kako bi postigao zajedničko stanje sa prirodom, oslobođeno vlasti i organizovane religije. Predstavljajući sopstveni sistem kao čisto zidanje, Vajshaupt i Adolf Frajher Knige, koji su organizovali njegovu ritualnu strukturu, uveliko su proširili tajnu organizaciju.
Suprotno čuvenoj izreci Imanuela Kanta da je prosvetiteljstvo (a Vajshauptov poredak je u nekim aspektima bio izraz prosvetiteljskog pokreta) bio izlazak čoveka iz svoje „samonametnute nezrelosti” kroz smelost da „koristi sopstveni razum, bez vođstvo drugog“, Veishauptov Red Iluminata je vrlo detaljno propisao sve što su članovi morali poslušno čitati i razmišljati, tako da je dr Volfgang Ridel prokomentarisao da ovakav pristup prosvetljenju ili prosvetljenju predstavlja degradaciju i izvrtanje kantovskog principa prosvetiteljstva. Ridel piše:
„Nezavisnost misli i rasuđivanja koju je zahtevao Kant... bila je posebno sprečena pravilima i propisima Reda Iluminata. Prosvetljenje se ovde dešava, ako se uopšte dešava, upravo pod rukovodstvom drugog, naime pod onim „Nadređenih“ [reda].
Vajshauptov radikalni racionalizam i rečnik verovatno neće uspeti. Spisi koji su presretnuti 1784. protumačeni su kao buntovni, a Društvo je zabranila vlada Karla Teodora, izbornog birača Bavarske, 1784. Vajshaupt je izgubio poziciju na Univerzitetu u Ingolštatu i pobegao iz Bavarske.

## Aktivnosti u egzilu
Dobio je pomoć od vojvode Ernesta II od Saks-Gota-Altenburga (1745–1804) i živeo je u Goti pišući niz radova o iluminizmu, uključujući Kompletnu istoriju progona iluminata u Bavarskoj (1785), Slika iluminizma (1786), Apologija za iluminate (1786) i Unapređeni sistem iluminizma (1787). Adam Vajshaupt je umro u Goti 18. novembra 1830. godine. Iza njega je ostala druga supruga Ana Marija (rođena Sauzenhofer) i deca Nanet, Šarlot, Ernst, Karl, Eduard i Alfred. Njegovo telo je sahranjeno pored tela njegovog sina Vilhelma, koji ga je prethodio u smrti (1802.), na Fridhof II der Sophiengemeinde Berlin, protestantskom groblju.
Nakon što je Vajshauptov Red Iluminata zabranjen i njegovi članovi raspršeni, on nije ostavio za sobom trajne tragove uticaja, čak ni na svoje nekadašnje članove, koji su se dalje razvijali u sasvim različitim pravcima.

## Procena karaktera i  namere
Vajshauptov karakter i namere su različito ocenjeni. Neki su zauzeli negativan stav, kao što je Avgustin Baruel, koji je uprkos tome što je pisao da su Vajshauptovi ciljevi bili da „jednakost i sloboda, zajedno sa najapsolutnijom nezavisnošću, budu zamena za sva prava i svu imovinu“, to je video kao više opasno nego korisno , i Džon Robison, koji je Vajshaupta smatrao 'ljudskim đavolom' i video je njegovu misiju kao misiju zlonamerne destruktivnosti. Drugi su zauzeli pozitivnije gledište, uključujući Tomasa Džefersona, koji je u pismu Džejmsu Medisonu napisao da su „Baruelovi sopstveni delovi knjige savršeno buncanje bedlamita“ i smatrao je Vajshaupta za „entuzijastičnog filantropa“ koji veruje u neodređeno. savršenstvo čoveka, i verovao je da je namera Isusa Hrista bila jednostavno da „ponovo uspostavi prirodnu religiju, i širenjem svetlosti njegovog morala, da nas nauči da upravljamo sobom“.
U svoju odbranu, Vajshaupt je napisao Kurze Rechtfertigung meiner Absichten (Kratko opravdanje mojih namera) 1787. Autor Toni Pejdž komentariše:
„Vajshauptov plan je bio da obrazuje sledbenike Iluminata na najvišim nivoima čovečanstva i morala (zasnovavajući svoja učenja na supremaciji razuma, udruženom sa duhom zlatnog pravila da se drugima ne čini ono što ne bi želeo da učine sebi), tako da da ako bi alumni Iluminata naknadno stekli značajne i moćne pozicije (kao što su u oblasti obrazovanja i politike), mogli bi da vrše blagonaklon i uzdižući uticaj na društvo u celini.Njegov projekat je bio utopijski i naivno optimističan, a on sam svakako nije bio bez karakternih mana – ali ni on ni njegov plan sami po sebi nisu bili zli ili nasilni.To je jedna od žalosnih i tragičnih ironija istorije da je čovek koji je pokušao da usađuje vrlinu, čovekoljublje, socijalnu pravdu i moral postao jedan od velike figure mržnje 'zavereničkog' razmišljanja 21. veka."

## Dela

### O Iluminatima
- (1786)
- (1786)
- (1786)
- (1787)
- (1787)
- (1787) Nachtrage von weitern Originalschriften... Google Books
- (1787)
- (1787)
- (1787)
- (1787)
- (1788)
- (1795)

### Filozofska dela
- (1775)
- (1786) 
  - (језик: француски)
- (1786)
- (1788)
- (1788)
- (1788)
- (1788)
- (1793)
- (1794)
- (1794)
- (1797)
- (1802)
- (1804) Die Leuchte des Diogenes.
  - (језик: енглески)
- (1817)
- (1818)

## Spoljašnje veze
- [http://freemasonry.bcy.ca/texts/illuminati.html
- [http://www.newadvent.org/cathen/07661b.htm